# Tigidia mathiauxi
Tigidia mathiauxi är en spindelart som först beskrevs av Simon 1902.  Tigidia mathiauxi ingår i släktet Tigidia och familjen Barychelidae.
Artens utbredningsområde är Madagaskar. Inga underarter finns listade i Catalogue of Life.